# باشگاه فوتبال الطلیعه عمان
باشگاه فوتبال الطلیعه عمان (عربی: نادی الطلیعة الریاضی) یک باشگاه فوتبال که در حال حاضر در لیگ دسته یک عمان است. زمین خانگی این باشگاه استادیومی متعلق به دولت است، اما این تیم همچنین زمین خصوصی و شخصی خود را هم دارد که شامل ورزشگاه و تجهیزات ورزشی و همچنین امکانات آموزشی است.

## چند منظوره بودن باشگاه
هرچند که باشگاه الطلیعه را بیشتر از روی تیم فوتبالش می‌شناسند، اما همچنین شامل تیمهای هاکی والیبال , هندبال بسکتبال، بدمینتون و اسکواش  نیز است. این باشگاه همچنین دارای تیم فوتبال جوانان در رقابتهای لیگ جوانان عمان می‌باشد.

## رنگ لباس تیم، اسپانسرها
تیم فوتبال الطلیعه با رنگ نارنجی شناخته می‌شود واین رنگ لباس را می‌پوشد (با شورت سیاه و سفید) یا سیاه و سفید (با شورت نارنجی رنگ) واین تیم تا بحال اسپانسرهای زیادی داشته‌است.

## افتخارات و دستاوردها
- جام سلطان قابوس

- قهرمان ۱۹۷۴